# 4 octobre 2006
Le mercredi 4 octobre 2006 est le 277e jour de l'année 2006.

## Décès
- Djessan Ayateau (né le 16 novembre 1964), comédien et chanteur de la Côte d'Ivoire
- Gunnar Åkerlund (né le 20 novembre 1923), kayakiste suédois
- Iracema Arditi (née le 1er février 1924), peintre brésilienne
- Ishac Ould Ragel (né le 2 février 1941), homme politique mauritanien
- Michel Lafourcade (né le 19 avril 1941), colonel de sapeurs-pompiers français
- Noboru Tanaka (né le 15 août 1937), réalisateur japonais
- Oskar Pastior (né le 20 octobre 1927), écrivain allemand
- Traian Ionescu (né le 17 juillet 1923), joueur et entraîneur de football roumain

## Événements
- Fondation de WikiLeaks
- Sortie du single Amasugita Kajitsu de Natsumi Abe
- Sortie de l'album Back to Black d'Amy Winehouse
- Création du drapeau du Lesotho
- Diffusion de l'épisode Make Love, Not Warcraft de South Park
- Fin de la diffusion de la série télévisée Noah's Arc
- Découverte de l'exoplanète SWEEPS-04 b
- Création du site web SlideShare
- Sortie du jeu vidéo Star Trek: Encounters
- Début de la diffusion de la série télévisée The Nine : 52 heures en enfer